# Dishonored (серія ігор)
Dishonored (укр. Збезчещений) — серія пригодницьких відеоігор з елементами стелсу, розроблених Arkane Studios і випущена Bethesda Softworks. Франшиза була запущена 2012 року з Dishonored. Продовження, Dishonored 2, було випущено у 2016 році. Окреме доповнення до Dishonored 2 — Dishonored: Death of the Outsider — було випущено у 2017 році.

## Ігровий процес
Dishonored — серія комп'ютерних ігор у жанрі пригодницького бойовика від першої особи. Гравець досліджує великі рівні, щоб вбивати різні цілі або виконувати завдання. Гравець бере на себе управління вбивцею, який має доступ до різних надприродних сил, які можна використовувати для проходження рівня і перемоги над ворогами. Гравець може збирати руни, щоб поліпшити свої надздібності, або екіпірувати кістяні амулети, щоб розблокувати додаткові посилення. Dishonored описується як серія імерсивних симуляторів. Гравцеві надається свобода в тому, як він підходить до своїх цілей. Наприклад, гравець може використовувати скритність, щоб уникнути виявлення, використовувати здібності, щоб знищувати ворогів непоміченим, або безпосередньо протистояти противникам, використовуючи зброю і надприродні здібності. Гравці можуть пройти ці ігри, не вбиваючи жодного неігрового персонажа.
Серію часто хвалять за дизайн, натхненний стимпанком; розробник Arkane Studios додав, що ігри були натхненні вікторіанським стилем, який відсилає до періоду з початку XIX до початку XX століття. Дія Dishonored розгортається в Імперії Островів, у світі, де співіснують технології та надприродна магія. Основні населені пункти на островах включають Данволл, столицю імперії, яка використовує китовий жир як основне джерело палива в місті, і Карнаку, що живиться від вітряних турбін, які живляться потоками, генерованими ущелиною гори вздовж кордонів міста. В основних записах кінцівки залежать від рівня хаосу гравця, який визначається кількістю вбитих гравцем персонажів.

## Ігри

### Dishonored(2012)
У першій грі королівського захисника Корво Аттано звинувачують у вбивстві імператриці Джессаміни Колдуїн. Він вступає в союз із лоялістами — групою опору, що бореться за повернення Данволла, і Чужим, надприродною істотою, яка наділяє його магічними здібностями, щоб повернути доньку Джессаміни (і як з'ясується пізніше, свою доньку), Емілі, на трон.
Dishonored — перша гра, розроблена Arkane Studios після того, як її придбала ZeniMax Media, і перша гра, випущена Гарві Смітом, співавтором франшизи Deus Ex, після того, як він приєднався до Arkane у 2008 році. Офіси Arkane Lyon (на чолі із засновником студії Рафаелем Колантоніо) і Остіні (на чолі зі Смітом) були залучені до розробки гри. Dishonored була випущена в жовтні 2012 року для Windows, PlayStation 3 і Xbox 360 і отримала дуже позитивні відгуки критиків і стала однією з найбільш продаваних ігор 2010-х років. Згодом Arkane випустила два DLC: The Knife of Dunwall і The Brigmore Witches, для гри. В обох доповненнях фігурує асасин Дауд, який убив імператрицю Колдуїн на початку гри.

### Dishonored 2(2016)
У другій грі відьма Даліла Копперспун, яка стверджує, що є старшою зведеною сестрою Джессамін і спадкоємицею трону, скидає правління Емілі. Гравець, який бере на себе управління або Корво, або Емілі, відвідує Карнаку в пошуках ключів до джерела сили Даліли та намагається повернути трон Емілі.
Dishonored 2 був у основному розроблений Arkane Lyon, директором якого був Сміт. Колантоніо та остінська студія переключили свою увагу на роботу над Prey. Гру було випущено в листопаді 2016 року для Windows, PlayStation 4 і Xbox One. Як і Dishonored, гра отримала дуже позитивні відгуки після виходу. Зокрема, гра отримала високу оцінку за дизайн рівнів, а критики виділили рівень «Заводна садиба», в якому гравець змінює планування особняка, натискаючи на важелі, як найкращий. Однак продажі на момент випуску гри були ускладнені.

### Dishonored: Death of the Outsider(2017)
Dishonored: Death of the Outsider — це окреме доповнення для Dishonored 2. У грі вбивця Біллі Лерк шукає вбивцю Дауда, щоб знищити Чужого.
Позиціюється як «окрема історія» в серії, історія гри завершує оповідну дугу, встановлену першою грою. Це не повне продовження Dishonored 2, оскільки гра коротша, більш лінійна і більш сфокусована. Багато систем було впорядковано та спрощено. Наприклад, всі надздібності розблоковуються в один і той же момент гри, і в ній немає системи хаосу. Вона була випущена у вересні 2017 року для PlayStation 4, Windows і Xbox One. Гра отримала загалом позитивні відгуки після виходу.

## Майбутнє
На QuakeCon 2017 провідний дизайнер Рікардо Бер сказав, що серія «відпочиває». Співдиректор Дінґа Бакаба пізніше роз'яснив у 2020 році, заявивши, що преса надмірно витлумачила заяву Бейра, і додав, що він не думає, що «було ухвалено рішення призупинити [серію] Dishonored». Однак Бакаба повторив, що вони не повертатимуться до тієї ж сюжетної лінії в майбутньому, і що в наступних іграх серії будуть представлені тільки нові головні герої.
Deathloop, шутер від першої особи від Arkane Lyon, виданий Bethesda, був підтверджений ігровим директором Дінґою Бакабою, що він існує в тому ж всесвіті, що й серія Dishonored, у далекому майбутньому після подій Dishonored: Death of the Outsider. Ігри Dishonored включають деякі відсилання на Deathloop на додаток до відсилань на серію Dishonored у Deathloop.

## Інші медії
Bethesda співпрацювала з Modiphius у створенні настільної рольової гри, реліз якої відбувся 2020 року.
Серія романів Адама Крістофера також була написана всередині всесвіту. До них відносяться «Роз'їдена людина», «Повернення Дауда» і «Прихований жах»; до них також входять дві серії коміксів, зокрема «Обман зміїного лісу» і «Незрівнянна і ціна».